# Комаровка (Глуховский район)
Комаровка (укр. Комарівка) — село,
Улановский сельский совет,
Глуховский район,
Сумская область,
Украина.
Код КОАТУУ — 5921588604. Население по переписи 2001 года составляло 116 человек .

## Географическое положение
Село Комаровка находится на правом берегу реки Клевень,
выше по течению на расстоянии в 1,5 км расположено село Белая Береза,
ниже по течению на расстоянии в 3 км расположено село Харьковка.
Вдоль русла реки находится несколько торфяных болот.
По реке проходит граница с Россией.

## История
- На околице села Комаровка обнаружено древнерусское поселение.

## Экономика
- Молочно-товарная ферма.